# Cato den äldre
Marcus Porcius Cato, ofta kallad Cato den äldre (Cato Maior) eller Cato censorn (Cato Censorius) född 234 f.Kr., död 149 f.Kr., var en romersk författare, statsman och senator, känd som motståndare till Karthago och till grekisk kultur.

## Biografi
Catos familj var romerska medborgare, men härstammade från Tusculum i Albanobergen och hade aldrig tidigare innehaft något offentligt ämbete. Hans far var jordbrukare. Redan som sjuttonåring deltog han i andra puniska kriget som soldat, och blev militärtribun år 214 f.Kr. Med aristokraten Valerius Flaccus hjälp fortsatte han avancera i graderna och utnämndes till kvaestor 204, edil 199 och praetor 198. År 195 f.Kr. blev han tillsammans med Flaccus konsul och räknades därmed bland homines novi, de från icke-etablerade familjer som ändå lyckats inneha rikets högsta ämbete. Under sitt konsulskap bekämpade han ett keltiberiskt uppror i Hispanien, och 191 deltog han i kampen mot kung Antiochos III i Grekland.
Han lyckades 184 f.Kr. uppnå censuren, republikens mest ansedda ämbete, med hjälp av folkligt stöd och vallöften om strikt ämbetsföring. Som censor bekämpade han hårt alla som avvek från gammal romersk sed. Han beivrade missbruk och korruption i statsmakten, och uteslöt sju män (varav en exkonsul) från senaten, åtskilliga från riddarståndet, och granskade hårt även andra medborgare. Även lyx, överflöd och utländska seder var han motståndare till. Han blev ledande bland dem som motsatte sig grekisk bildning, vilket hade blivit populärt bland aristokrater som exempelvis Scipio. Med motiveringen att ungdomen borde intressera sig för krig och vapen istället för filosofi och föreläsningar utvisade han som censor tre atenska filosofer som var verksamma i Rom. Han och hans likasinnade förespråkade istället de romerska förfädernas värderingar, mos maiorum.
Cato var inflytelserik även som äldre politiker, framförallt genom sina tal i senaten och vid rättegångar, vilka studerades även av sentida romare som Cicero. Han gjorde sig också känd som författare, och skrev den första romerska historien på det latinska språket, Origines, som beskrev Rom från dess uppkomst till hans samtid. Ett annat av hans verk, De Agricultura, vilket är en handbok för lantbrukare, finns bevarad i sin helhet. Trots sin grekfientlighet lärde han sig i ålderdomen grekiska. 
I slutet av sitt liv förföljde Cato Roms gamla fiende Karthago med stort hat och han lär ha avslutat alla sina senatstal med orden "Ceterum/Praeterea censeo Carthaginem esse delendam" (För övrigt anser jag att Karthago bör förstöras) oavsett innehåll. Han blev övertygad om detta efter ett besök till Afrika som senatskommissionär 152 f.Kr, och han hade stor del i att Romerska riket åter förklarade Karthago krig år 149 f.Kr. I det tredje puniska kriget totalraserades Karthago och dess befolkning såldes till slaveri, vilket Cato dock aldrig fick uppleva då han dog samma år som kriget bröt ut.

## Verk
- Origines
- Om jordbruket (De agri cultura)
- Orationes
- De re militari
- De lege ad pontifices auguresque spectanti
- Praecepta ad filium
- Historia Romana litteris magnis conscripta
- Carmen de moribus
- Apophthegmata